# Mouloudia Club d'Alger (football)
Pour les articles homonymes, voir Mouloudia (homonymie) et MCA.
Maillots
Actualités
Dernière mise à jour : 13 avril 2025.
Le Mouloudia Club d'Alger (en arabe : نادي مولودية الجزائر) plus couramment abrégé en MC Alger ou encore MCA, est un club omnisport algérien fondé le 7 août 1921 et basé à Alger.
Club centenaire et doyen des clubs musulmans algériens, la MCA est la première équipe du pays à avoir remporté un trophée continentale par la même occasion, la seule à avoir réalisé le triplé consistant à remporter au cours de la même saison la Ligue 1, la Coupe d'Algérie et la Ligue des champions en 1976.
Créé pendant la période coloniale, MC Alger évolue dès sa fondation en 1921 au sein de la Ligue d'Alger de Football Association (LAFA), laquelle organise des championnats annuels confrontant des clubs majoritairement composés de colons à des clubs majoritairement musulmans. Répondant à l'appel au boycott lancé par le FLN, la MCA cesse comme tous les autres clubs musulmans de participer aux compétitions coloniales en 1956.
Mouloudia reprend la compétition à l'indépendance de l'Algérie en 1962 au sein du Championnat d'Algérie de football qu'il remporte pour la première fois en 1972. Huit autres titres de champion suivront, le dernier étant acquis au terme de la saison 2023-2024. La MCA a également remporté la Coupe d'Algérie à huit reprises et pour la dernière fois en 2016.
Comptant parmi les clubs les plus titrés et populaires d'Algérie, il nourrit des rivalités intenses avec d'autres clubs phares du pays tels que l'USM Alger, qu'il affronte lors du plus important derby algérois, et la JS Kabylie avec qui il dispute le classico algérien.

## Histoire

### 1921: Naissance du Mouloudia le doyen des clubs Algériens
En 1921, Aouf Ahmed, membre d'une famille aisée de la Casbah et ancien élève de l'école Sarrouy, assiste à une scène qui lui donne envie de créer un club de football. Sur la place du Gouvernement, actuelle place des Martyrs, des enfants jouent au football avec une pelote confectionnée à l’aide de papiers. Des soldats français les regardent, et un sergent déclare : « Voici le Parc des Princes des Arabes ! ». Cette phrase le vexe et l'incite à parler de son projet à ses amis le lendemain.
La réunion qui donna naissance au club eut lieu à l'arrière-boutique du café de la rue Bénachère (appelé Souikia). Plusieurs noms furent proposés : Éclair sportif d’Alger, Croissant club d’Alger, Étoile sportive d'Alger, Jeunesse sportive d'Alger, jusqu'au nom retenu de Mouloudia Club Algérois. Les couleurs (vert et rouge) furent choisies pour ces raisons :
le vert représente l’espoir du peuple algérien, c’est aussi la couleur symbolique de l’Islam. Le rouge symbolise l’amour de la nation et du sacrifice, c'est également une des couleurs préférées du prophète Mahomet.
Encouragé par ses amis, Ahmed Aouf organisa le club : statut et règlement de l’association, effectif, préparation des moyens (matériels et finances), choix du sigle, problèmes de l’encadrement, acquisition d’un terrain de jeu et d’un cercle sportif. Aouf adressa une requête à la préfecture pour obtenir l’agrément de la fondation du club. La réponse fut négative, Aouf Ahmed étant alors agé de vingt-six ans. Il écrivit donc le nom d'Abdelmalek, le mari de sa tante, afin que son projet soit accepté. Abdelrrahmane Aouf fut convoqué deux fois par la préfecture afin d'examiner le dossier concernant la création du club musulman. Lors des entretiens, Aouf convainc la municipalité de la légitimité de son projet. Ainsi, il dit que le club aurait pour but d'entraîner les jeunes au service militaire et explique : « le vert, le paradis, le rouge l’enfer pour les autres en quête de formation ». Les autorités coloniales envoyèrent au siège une note précisant que les locaux du club doivent servir uniquement à des fins sportives (afin d'interdire les rassemblements politiques). Le 31 août 1921 (26 Dhou Al-Hijja 1339) est créé le Mouloudia Club Algérois. Son siège se situe à la buvette américaine, place Mahon, à Alger.
[vidéo] « Célébration des supporters à l'occasion du 102ᵉ anniversaire de la création du club. », sur YouTube

### 1921-1935: Les débuts

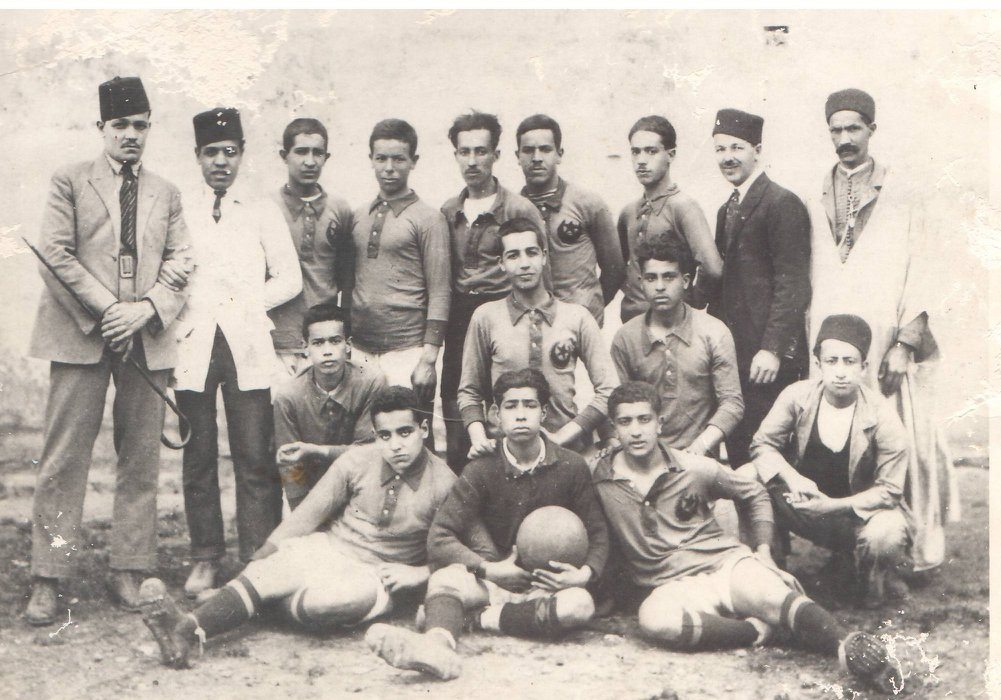
Photo de la composition du club en 1921

Le 7 août 1921, Hamoud Aouf dépose les statuts du Mouloudia Club d'Alger.
À sa naissance, le MCA choisit d’adhérer à la Fédération sportive indépendante nord-africaine (FSINA). Dans son premier conseil d'administration, on trouve : Président d'honneur : Abderrahmane Benhaddad(Manou) ; vice présidents : MM. Hamida, Bouziane Benhadad; président actif : Mokhtari Allel; 
vice présidents : Korichi Salem, Hafiz Rachid ; secrétaire général : Allal Saaddoune; adjoint : Mustapha Messaoudène; trésorier général : Charik ; Adjoint : Mohamed EL Ghers ; Assesseurs : Sid Ali Adjouri, Ahmed Djaout, Bey Brahim, Hadj Khaled Mohamed; Délégué : Mallik.
Le club est radié en 1924 pour défaut de paiement des droits d’affiliation, pendant que Hamoud Aouf était réquisitionné pour le service militaire. Le club se reconstitua avec comme membres du bureau : Ahmed Djaout, Kaddour Sator, Boularbah, Abdoun, Benouna, Boudrar, Bouhraoua, Bouzid, Ladjani, Harrizi, Kermia, Ketrandji, Maarif, Maloufi, Semmar, Midoune. Hamoud Aouf en est l’homme à tout faire : dirigeant, entraîneur, régisseur
.

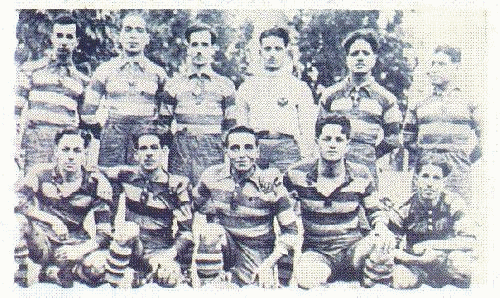
Effectif du MC Alger saison 1926-1927

En 1924 le club est dissous pour se reformer en 1927 et est affilié à la Fédération française de football association (FFFA). Il n’eut pas de siège pendant plusieurs années. Les réunions se tenaient au domicile de la famille Skandrani dont plusieurs membres étaient au club, ou dans différents cafés algériens du centre d’Alger. Il sera accueilli pendant un temps au Cercle du progrès, propriété de l’Association des oulémas. À l’époque, les matchs se déroulaient sur un terrain vague du quartier Belfort, loué à la caserne des tirailleurs.
À la fin de la saison 1930-1931, le Mouloudia accède en première division après un mémorable match nul contre l’Olympique d’Affreville (Khemis Miliana).
En 1932, le MCA compte parmi ses joueurs Abderrahmane Farès, Ramdane Dahmoune, Omar Ksentini, Bouhamidi.
Pendant l’année 1934-1935, le MCA est champion de première division. La célébration de cette accession à l’occasion de la remise des trophées fut l’occasion de festivités mémorables dans les quartiers populaires d’Alger.

### 1935-1936: L'accession en première division

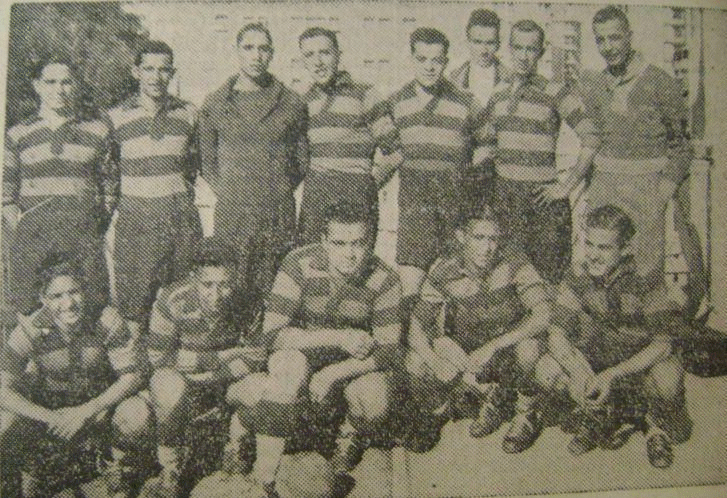
L’équipe du Mouloudia qui accède en division d’honneur en 1936

Après l'accession en 2e division en 1931 et durant les sept saisons qui suivirent, le doyen a toujours raté l’accession de peu, jusqu’à la saison historique de 1935-1936 qui voit le Mouloudia accéder en division d’Honneur parmi l'élite du football français en battant au match barrage l’Olympique Marengo en trois rencontres. Les deux premières s’étant soldées par un score de parité un but partout (1-1) au stade de Maison-Carrée alors que lors de la troisième manche, à El-Affroune, le MCA rentre vainqueur en battant son adversaire par deux buts à un (2-1). Les deux réalisations du Mouloudia ont été l’œuvre de Chelbabi et Abbed. Il faut signaler aussi que le Mouloudia s’est illustré au championnat départemental d’Alger, terminant presqu’à chaque fois second.

### 1936-1956: Les performances du doyen parmi l’élite

#### 1936-1939: Les premiers pas
Pour sa première saison parmi l’élite, le Mouloudia termine quatrième du championnat. C’est également par une 4e place que se terminera la deuxième saison (1937-1938). Lors de la troisième saison, le doyen termina 7e. Le club participe à la Coupe d'Afrique du Nord de football où il fut éliminé au 2e tour par l’AS St Eugène après avoir battu le Gallia Sport d’Orléansville 3-0 au premier tour de la compétition.

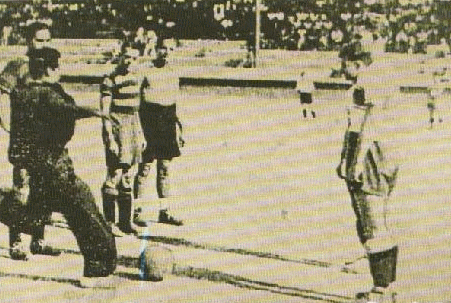
Match de championnat opposant le Mouloudia au RUA en septembre 1941

#### 1939-1956: La conquête de titres
La saison 1939-1940 fut marquée par les débuts mouvementés du déclenchement de la Seconde Guerre mondiale, ce qui retarda la reprise du Championnat. Cette saison sera disputée sous forme de critérium de guerre avec trois groupes A, B, C et au terme de cette édition, les premiers de ces poules disputeront un tournoi dont le vainqueur sera déclaré champion. Le MCA jouait dans le groupe C avec le FC Blida, l’OHD, l’USM Blida, l’AS Boufarik, le RASA et l’OM Ruisseau. Il termina en tête et affronta pour le titre le Gallia et le RUA, premiers de leur groupe respectif. Les Mouloudéens s’imposèrent facilement 3-0 face au RUA et 3-0 devant le Gallia. Après ce titre tant attendu, le Mouloudia continua sur sa lancée mais il termina à un point seulement derrière le champion l’AS Saint-Eugène. Cela se répétera pendant les saisons qui suivent, et cela jusqu’à la saison 1944-1945 où le MCA parvient à se classer premier ex æquo avec l’AS Saint-Eugène. Le dernier match opposant l'ASSE et le MCA étant interdit par les pouvoirs publics en raison des circonstances que traversait l'Algérie à la suite des évènements de 1945, au grand regret des dirigeants du mouloudia, unanimes à faire jouer la rencontre et condamnant les actions de "certains algériens". Le titre est alors partagé. Après ce sacre, le Mouloudia terminera deuxième six fois consécutivement. Le club a participé à la coupe départementale, appelée Coupe Forconi remportée à deux reprises en 1948 en battant en finale l’AS Saint-Eugène par le score de (5-3) après prolongations, et en 1951 contre le même adversaire par le score de (3-2), après avoir notamment éliminé la JS Kabylie en 1/8e de finale sur le score de (7-0). La 3e finale de 1952 sera une défaite contre le FC Blida par (3-1) le dimanche 15 juin 1952.

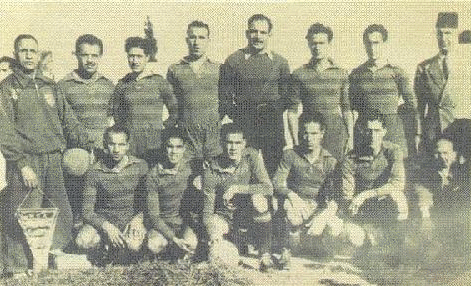
Effectif du MC Alger saison 1951-1952
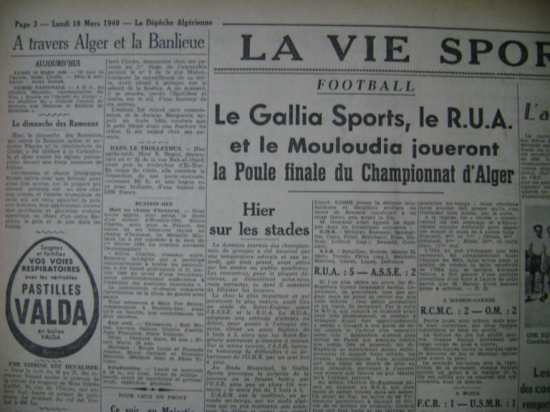
MCA champion 1939-1940
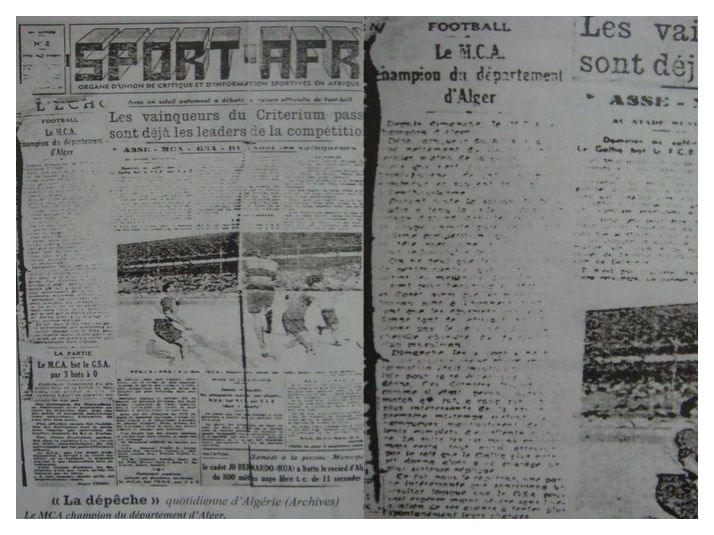
MCA champion 1940

### 1956: Les incidents du 11 mars et l’arrêt des activités

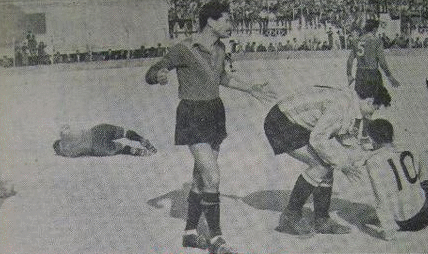
Dernier match disputé par le Mouloudia en période coloniale le 11 mars 1956

Les massacres de Sétif, Guelma et Kherrata du 8 mai 1945 poussèrent les joueurs algériens opérant dans les clubs français à rejoindre les clubs musulmans. Deux joueurs qui ont porté le maillot de l’AS Saint Eugène signent au MCA, il s’agit de A. Ibrir qui ne sera pas qualifié au MCA pour avoir renouvelé sa licence avec l'ASSE, et du Dr Maouche. Les formations décidèrent toutes ensemble de se battre pour supprimer la décision d’incorporation d’éléments européens qui avait un but de sabotage. Après d’incessantes luttes, les dirigeants musulmans eurent gain de cause. À partir de là, toutes les formations musulmanes furent constituées intégralement de joueurs musulmans. Le 11 mars 1956, le Mouloudia décida d'arrêter la participation aux compétitions sportives à la suite des incidents qui ont émaillé pendant et après le match nul obtenu contre l’AS Saint Eugène, le jour même, au stade de St-Eugène en ébullition. La partie terminée, une bagarre éclate entre supporters des deux équipes et un envahissement du terrain s’est ensuivi. L’intervention des policiers aurait envenimé les choses pour rendre une simple manifestation de joie après le but égalisateur du Mouloudia, en réelle émeute qui débuta à St Eugène avant de gagner le populeux quartier Nelson à Bab El Oued. On déplora ce jour-là, plusieurs blessés parmi les supporters mouloudéens en particulier. Des voitures furent saccagées aux alentours du stade et l’ampleur des dégâts a eu un grand écho dans tout le pays et la plupart des fans du MCA furent bastonnés, emprisonnés et certains trouvèrent la mort dans les locaux du commissariat sous la torture. Le 3 avril 1956, le MCA demande l’arrêt du championnat et qu'en cas de refus se retirer carrément des compétitions[style à revoir], ce qui fut fait le 13 mars 1956 malgré l’appel à la sagesse de la ligue et des autorités coloniales de l’époque. La décision était irrévocable. Les autres clubs musulmans appartenant à différentes divisions inférieures de la ligue d'Alger tels que le NA Hussein Dey, le RC Kouba, l’USM Maison-Carrée, l’USM Marengo, la JSMA, l’ASPA, et le Widad de Belcourt, après l’ESM Alger, l’USM Alger et l’OM St Eugène retiraient leurs équipes de toutes les compétitions par la demande de Mouloudia,.

### 1962-1964: le club dans l'Algérie indépendante

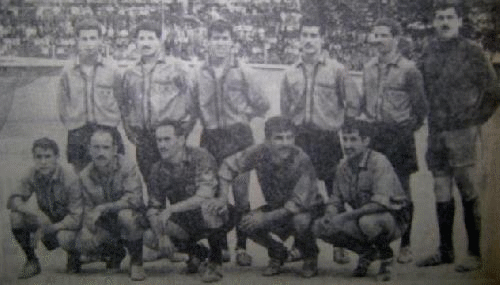
Vice-champion d’Algérie 1962-1963

Après L’indépendance de l'Algérie, le MCA intègre le premier championnat national, le 7 octobre 1962 avec comme entraîneur Hadad Saïd, joueur-entraîneur de l’équipe du FLN et ancien joueur du Mouloudia et l'arrivée de deux joueurs de l'équipe du FLN, Abderrahmane Boubekeur et Amokrane Oualiken mais perd Basta Ali, Ferhani et Bourkika (morts au combat durant la guerre d'Algérie) . La reprise de la compétition dans l’Algérois est organisée sous forme de critérium d’Honneur de cinq groupes de dix clubs chacun, le MCA remporte la 1re place du groupe 1, et au terme de la saison (1962-1963), se qualifie pour la finale du championnat, mais perd face à son voisin rival: l’USM Alger par le score de (3-0). La saison suivante: 1963-1964, le Mouloudia s'est qualifié au premier championnat national en se classant 5e loin derrière le 1er le NA Hussein Dey.

### 1964-1965: L'épreuve de la relégation.
Le MCA était considéré comme l'équipe pratiquant le meilleur football tant sur le plan technique que sur le plan tactique. En recevant le MC Oran pour le compte du dernier match aller, la veille de la fête de la fin du ramadhan, le Doyen comptait prendre les commandes du championnat d’Algérie. Les Oranais en solide leader étaient en confiance. Le match fut heurté et haché, l’ailier oranais Boudjellal sera évacué à l’hôpital après le choc avec le rugueux défenseur Algérois Djazouli. Le score est de 0-0 à la mi-temps. À la reprise et à la surprise générale, le MC Oran ouvre le score par l’intermédiaire de Belabbès d’un tir sec qui a eu raison de la vigilance de Zerga. Le MCA égalise par Aouadj Zoubir à la 57e minute. Le match redouble de férocité, ainsi Oucif (MCA) et Meguenine (MCO) sont expulsés. Aouadj, trompe pour la seconde fois le gardien oranais Larbi et permet au MCA de glaner les points de la victoire et le fauteuil du leader. Au coup de sifflet final, de graves incidents vont se produire après envahissement du terrain par les supporteurs ; une bataille rangée s'est ensuivie causant plusieurs blessés dans les deux camps, évacués à l’hôpital.
En conséquence, le Mouloudia Club d’Alger est mis à l’index et écope d’une sanction extrême qui entraîne inéluctablement sa descente en division inférieure (Division d’honneur), avec radiation à vie infligée par le ministre de la jeunesse et des sports de l’époque (Sadek Batel) à quatre joueurs`: Zerga, Metrah (Internationaux), Maarouf et Sennane, à laquelle s’ajoutent les sérieuses blessures des attaquants internationaux Lemoui et Bouras (en plus d’un joueur oranais blessé en l’occurrence Boudjelal et deux expulsions de chaque côté (Oucif pour le MCA et Meguenine côté MCO). La formation algéroise ne peut se maintenir parmi l’élite en se classant à la 14e place et fut rétrogradée.

### 1965-1970: Débuts difficiles et retour en force

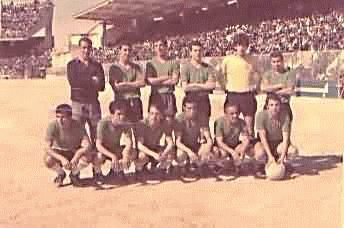
Retour parmi l’élite saison 1968-1969

Pour sa première saison en régional (1965-1966), le MCA termine premier et se qualifie pour la première Nationale 2 de l’histoire. Un bon parcours en Championnat et en Coupe d’Algérie. L’arrivée d’Ali Benfeddah était pour quelque chose dans la métamorphose du vieux club algérien. Il commença par intégrer au fur et à mesure des jeunes qui donnèrent entière satisfaction au rendement de l’équipe (ces jeunes étaient Betrouni, Chouchi, Maloufi, Berkani, Kaoua, Guedioura, Moussa...).
Benfeddah s’en va, le relais fut pris par Hahad, grand joueur du club dans les années cinquante. En plus de l’héritage laissé par son prédécesseur et l’arrivée d'excellents joueurs tels que Tahir Hacéne, Cheikh... l’entraîneur Hahad, par son expérience mise à la disposition de ces jeunes, donna plus d’assises au Mouloudia. Le résultat est immédiat : Accession en Division nationale lors de la saison 1967-1968.
Le MCA passa, donc, trois longues années en divisions inférieures. En raison d’une nouvelle formule de compétition (la nationale Deux faisant son apparition pour la première fois), le Mouloudia Club d’Alger qui se classera premier de la division d’honneur (avec 7 points d’avance sur l’USMA) ne retrouvera la nationale « une » que trois saisons après (1967-1968 avec un match historique à Tizi-Ouzou au début de l’été 1968) qui vit la montée du Doyen dans l’élite.
Le retour du Mouloudia en nationale-une avec une nouvelle génération de joueurs fut un retour en force puisqu’il termine la saison 1968-1969 en 4e position avec 46 pts. Le Mouloudia continue alors de monter en puissance. Pour sa seconde année en D1 (1969-1970) après son accession, les vert et rouge arrivent à se classer parmi les grands de ce championnat. En terminant vice-champion, le MC Alger annonce son retour parmi les ténors avec seulement trois défaites en vingt-deux matchs joués, tout en terminant seconde attaque du championnat derrière la fameuse triplette du CRB.

### 1970-1980: L’âge d’or

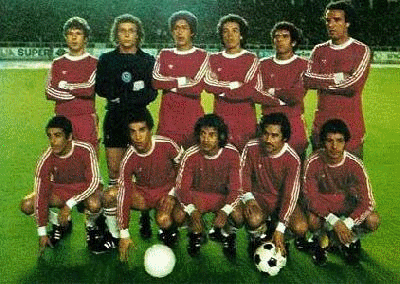
L’équipe qui a remporté le triplé en 1976

Au début des années soixante-dix, le MCA inaugure une période truffée de titres et de consécrations. Le dimanche 13 juin 1971, les Mouloudéens décrochent leur premier titre dans l’histoire du MCA depuis l'indépendance de l'Algérie. Le doyen des clubs algériens, sous la houlette de l’entraîneur Ali Benfeddah, remporte sa première coupe d’Algérie face à l’USM Alger, un habitué de l’épreuve qui venait de jouer troisième finale consécutive. Le club fête alors son cinquantenaire (1921-1971) en venant à bout du voisin rouge et noir au stade municipal de Ruisseau. Ce sacre permet au Mouloudia de participer à sa première Coupe du Maghreb des vainqueurs de coupe, organisée à Alger, et qui se déroule au stade municipal de Ruisseau, considéré comme le plus grand de la capitale à l'époque.
À l’entame de cette compétition, le MCA doit en découdre avec l’équipe tunisienne de l’Espérance sportive de Tunis qu’il domine par 3 à 0, avant de remporter le titre en finale face à l’autre club Tunis: le Club africain. La saison suivante (1971-1972), voit le Mouloudia remporter le premier titre de champion d’Algérie de son histoire. Ce titre est suivi par un autre titre , celui de la coupe d’Algérie en 1973, puis une nouvelle Coupe du Maghreb des vainqueurs de coupe en 1974, avant un nouveau titre de champion au terme de la saison 1974-1975 , aux dépens de son voisin le RC Kouba.
L’année 1976 est l’année de tous les succès : si le club perd la finale maghrébine, il obtient la coupe d'Afrique, en ayant également fait le doublé : coupe et championnat d’Algérie. Le Mouloudia Club d’Alger s'adjuge donc sa troisième d’Algérie en battant en finale le MO Constantine, puis il réalise le doublé en devenant champion d’Algérie en battant la JS Kabylie dans son fief au stade : Oukil Ramdane à Tizi-Ouzou sur le score de 3 buts à 2 ; ce titre de champion est notamment dû aux attaquants: Bencheikh, Betrouni, Bachi, Bousri, Bachta ou Bellemou.
En coupe d’Afrique des clubs champions, le Mouloudia fait un excellent parcours, éliminant des favoris et habitués de l’épreuve comme le club égyptien d'Al Ahly SC en quart de finale, ou les nigérians d’Enugu Rangers en demi-finale, rencontrant en finale : le Hafia Conakry. La première manche jouée à Conakry le 5 décembre 1976 est soldée par une sévère défaite (3-0) qui compromet ses chances de remporter le trophée. Mais au match retour, le 18 décembre 1976, le MCA gagne sur le même score de 3-0. Il remporte aux tirs au but (4 à 1), le titre de la 12e édition de la coupe d’Afrique des clubs champions. Après cette saison historique, le club remporte deux autres titres de champion d’Algérie, en 1978 et 1979.

### 1980-1990: Période de déclin
En 1979-1980, de nombreux joueurs tels que Bachi, Amrous, Kaoua et Betrouni furent écartés, en prétextant que leur âge ne leur permettait pas d’être performant. Certains dirigeants subirent le même sort. Le Mouloudia végéte au championnat et occupe au classement, le milieu de tableau. Il remporte à nouveau en 1983, le trophée de la dame coupe en battant l'équipe de l’ASM Oran (4-3) après prolongations. Cette consécration lui permit de jouer la Coupe d’Afrique des clubs vainqueurs de Coupe. Sa prestation dans la compétition africaine fut médiocre, puisqu’il se fait écarter au deuxième tour par l’Ahly du Caire (3-1). À l’aller, le MCA avait gagné par 1-0.
Les années passèrent, et les nouveaux joueurs qui ont rallié le Mouloudia, ne purent faire oublier les Bachi, Bousri, Betrouni, Bencheikh, Draoui... Ces derniers avaient hissé tout haut les couleurs « vert et rouge ». Des difficultés de toutes sortes ont fini par achever les performances du club qui rétrograda en Division Régionale. Mais une année après, il retrouvera l’élite sans aucun changement pour la suite et le Mouloudia a failli, une fois de plus être relégué en division inférieure ; mais la victoire (1-0) devant l’ES Setif l’avait maintenu parmi les ténors. Le Mouloudia termina le Championnat parmi les derniers du classement. Ne jouant plus désormais les premiers rôles dans le championnat algérien, d'anciens dirigeants sont venus à la rescousse du club pour le sortir de sa torpeur.

### 1990-2000: Des hauts et des bas
Les années 1990, voient l’équipe jouer sans ambition et se contentait de se maintenir en D1, en se classant toujours au milieu du tableau. Une performance interrompue par le titre de champion remporté lors de la saison : 1998-1999 grâce aux talents du joueur international : Saïfi. C'était aussi l'année ou les supporters du club sont affublés du sobriquet: « Chnaoua : ou les chinois »  à l'occasion de leurs déplacements avec leur équipe. Mais après la saison de 1998-1999, succédait une période ou le club ne cessait de cumuler des résultats décevants.

### 2000-2010: Mauvais début puis retour au podium

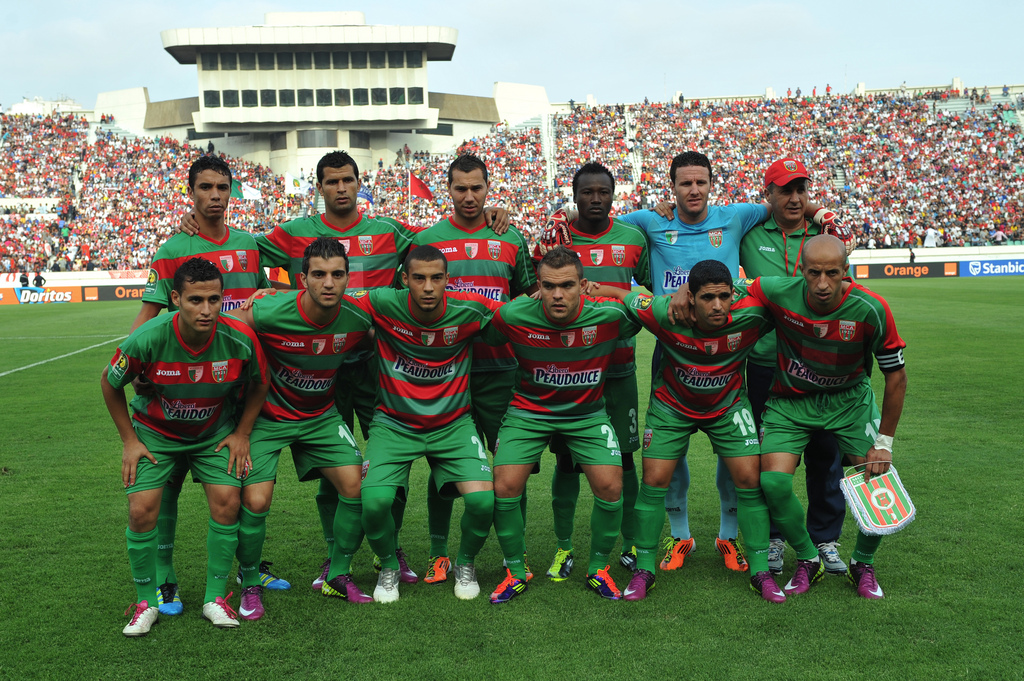
Le Mouloudia Club d'Alger face au Wydad de Casablanca le 31 juillet 2011 au Stade Mohammed V en Ligue des Champions de la CAF 2011.

La saison 1999-2000 était catastrophique sur tous les plans, et le MCA échappe de peu à la relégation, qu’il connaît durant la saison qui suit (2001-2002), selon les professionnels et autres techniciens et observateurs[Qui ?] le MCA ne pouvait pas espérer mieux pour lui. En attendant l’accession s’est faite avec une équipe qui s’est redessinée avec un entraîneur du nom de Saàdi, d’anciens joueurs comme Benali et des jeunes joueurs ou recrues tels que Belkheir, Chaouch, Hamoutène ou Fodhili.
Durant les saisons 2003-2004 et 2004-2005, le MCA réalise de bons résultats mais ne parvient toujours pas à remporter un nouveau titre.
Le Mouloudia ne renoue pas avec le succès avant la saison 2005-2006 ou plus précisément le 15 juin 2006, où sous la houlette de François Bracci, elle s’impose en finale de Coupe d’Algérie face à l’éternel rival, l’USM Alger dans un match explosif où l’intensité fut de mise. Une rencontre que le MCA remporta finalement sur le score de 2-1 (doublé de Nourredine Daham pour le MCA et un but de Doucouré pour l’USMA).
L’année suivante 2006-2007, le MCA remporte un autre titre face à la JS Kabylie en finale de la Supercoupe d’Algérie (mettant en opposition le champion sortant et le vainqueur de la coupe). Match où le Mouloudia s’illustra grâce aux buts de Bougueche (40e) et Belkaid (75e). La JSK était parvenu à égaliser à la 56e minute par l’entremise de Douicher. Malgré ce succès, François Bracci est évincé peu de temps après le président Mohamed Messaoudi et il cède sa place à l’Italien Enrico Fabbro alors qu’un directoire s’installe à la tête du club dirigé par Omar Ketrandji. Finalement, le nouvel entraîneur parvient, malgré une saison très décevante où l’équipe termina 11e, à rééditer l’exploit de la saison précédente en remportant à nouveau la Coupe d’Algérie, encore une fois face au rival de toujours l’USM Alger. Le match se termina sur le score de 1-0 grâce à un magnifique but de Fodil Hadjadj qui se logea en pleine lucarne du gardien adverse Mohamed Lamine Zemmamouche. Après ce match, le MCA confirme sa suprématie devant l’USMA et par la même occasion, démontre encore une fois qu’il reste imbattable en finale, avant de s’imposer une nouvelle fois en finale de la Supercoupe d’Algérie contre l’ES Setif sur le score de 4-0. Après ce titre le club réalise deux mauvaises saisons en se classant 7e en 2007-2008 et 5e en 2008-2009.
Pour la saison 2009-2010, le club a enregistré beaucoup de changements dans ses effectifs, des départs importants et des arrivées tout aussi intéressantes. Classé 5e durant la saison précédente, le Mouloudia devait prendre part à la Coupe de l'UAFA qui a été finalement annulée à cause d’une surcharge de calendrier[réf. nécessaire]. Sur le plan des départs, le MCA a vu partir treize joueurs : Badji (retraite), Hamadou, Yacef, Younes, Belghomari, Benhamou, Azzedine Doukha, Chaoui, Bentocha, Belaid, Bencharif, Bénié, Lachekham et Boujenah alors qu’il enregistre l’arrivée de 7 nouveaux visages en l’occurrence Mokdad, Senouci, Kheddis et Attafen, Zemmamouche, Hamrat, Derrag et la promotion de plusieurs juniors à savoir Slimani, Aberrane, Bensalem, Essaid, Moumen et Kabla pour venir s’ajouter à la prometteuse pépinière déjà en place et qui a fait ses preuves en fin de saison passée. Il faut noter au passage qu’une nouvelle réglementation sera applicable pour cette nouvelle saison (à moins d’un revirement) qui oblige tous les clubs de D1 à avoir 27 éléments au maximum en équipe fanion avec obligation de faire jouer un seul joueur de moins de 20 ans au minimum comme titulaire. Pour le cas du MCA, Brahim Bedbouda sera l’heureux élu en devenant, titulaire en défense pour épauler les chevronnés Coulibaly, Zeddam ou Kheddis.
Après une phase aller de tout premier ordre où le MCA termina en leader incontesté avec seulement 2 défaites, les poulains du nouvel entraîneur Bracci qui a remplacé Alain Michel parti au Qatar s’attaquent aux matches retour avec plein d’espoir et beaucoup de changements dans son effectif. Au départ de Coulibaly (Ahly de Benghazi Libye), Kheddis (pays du golfe), le Mouloudia enregistre le retour de Mokdad et Hadjadj en disgrâce avec le club lors de la phase aller et l’arrivée de Harkat (USMA) et Megherbi (ASMO) deux défenseurs centraux pour pallier les départs dans ce secteur le plus touché. Auteur d’un parcours jugé exceptionnel, le MCA s’est adjugé son 7e sacre, un titre de champion qui le fuyait depuis 1999 et se trouve officiellement qualifié à la prestigieuse Ligue des champions de la CAF.

## Résultats sportifs

### Palmarès
| Compétitions nationales | Compétitions internationales |
| --- | --- |
| - Ligue 1 (9) - Champion : 1972, 1975, 1976, 1978, 1979, 1999, 2010, 2024 et 2025. - Vice-Champion : 1963, 1970, 1989, 2017 et 2020. - Coupe d'Algérie (8) - Vainqueur : 1971, 1973, 1976, 1983, 2006, 2007, 2014 et 2016. - Finaliste : 2013 et 2024. - Coupe de la Ligue (1) (record partagé) - Vainqueur : 1998. - Supercoupe d'Algérie (4) (record) - Vainqueur : 2006, 2007, 2014 et 2024. - Finaliste : 2016. Anciennes compétitions - Ligue départementale (DH) (2) - Champion : 1940 et 1945. - Vice-champion : 1941, 1944, 1948, 1952, 1953, 1954 et 1955. - Coupe Forconi (2) - Vainqueur : 1948 et 1951. - Finaliste : 1952. | - Ligue des champions de la CAF (1) - Champion : 1976. - Coupe des coupes du Maghreb (2) (record) - Vainqueur : 1972 et 1974. - Ligue des champions du Maghreb - Finaliste : 1975. - Ligue des champions de l'UNAF - Finaliste : 2010. |

Amical
- Trophée du 75e anniversaire du Real Madrid
  - 4e : 1977[33].

### Statistiques et records
mise à jour: 05/10/2019
| Après l'indépendance         |         |        |      |      |     |     |      |      |       |
| Ligue 1                      | 53      | 7      | 1520 | 603  | 480 | 437 | 1927 | 1530 | +397  |
| Ligue 2                      | 5       | -      | 128  | 79   | 36  | 13  | 246  | 85   | +161  |
| Période coloniale            |         |        |      |      |     |     |      |      |       |
| Division 1                   | 20      | 2      | 391  | 175  | 122 | 94  | 591  | 431  | +160  |
| Division 2                   | 5       | -      | 94   | 39   | 23  | 33  | 155  | 147  | +8    |
| Division 3                   | 4       | -      | 52   | 34   | 11  | 7   | 118  | 56   | +62   |
| Division 4                   | 2       | -      | 27   | 20   | 4   | 3   | 55   | 15   | +40   |
| Division 5                   | 2       | -      | 18   | 9    | 5   | 4   | 27   | 18   | +9    |
| Total                        | 91      | 9      | 2228 | 957  | 682 | 593 | 3129 | 2291 | 838   |
| Coupes                       | Saisons | Titres | J    | G    | N   | P   | Bp   | Bc   | Diff  |
| Après l'indépendance         |         |        |      |      |     |     |      |      |       |
| Coupe d'Algérie              | 55      | 8      | 198  | 130  | 33  | 35  | 360  | 145  | +215  |
| Coupe de la Ligue            | 5       | 1      | 27   | 15   | 8   | 4   | 35   | 17   | +18   |
| Supercoupe                   | 4       | 3      | 4    | 3    | 0   | 1   | 7    | 3    | +4    |
| Période coloniale            |         |        |      |      |     |     |      |      |       |
| Coupe départementale         | 16      | 2      | 47   | 32   | 2   | 13  | 108  | 46   | +62   |
| Total                        | 80      | 14     | 276  | 180  | 43  | 53  | 510  | 208  | +299  |
| International                | Saisons | Titres | J    | G    | N   | P   | Bp   | Bc   | Diff  |
| Après l'indépendance         |         |        |      |      |     |     |      |      |       |
| Compétitions africaines      | 12      | 1      | 72   | 31   | 13  | 28  | 109  | 92   | +17   |
| Compétitions arabes          | 5       | -      | 29   | 15   | 7   | 7   | 34   | 32   | +2    |
| Compétitions maghrébines     | 6       | 2      | 13   | 6    | 4   | 3   | 15   | 10   | +5    |
| Période coloniale            |         |        |      |      |     |     |      |      |       |
| Compétitions nord africaines | 7       | -      | 16   | 7    | 2   | 7   | 24   | 19   | +5    |
| Total                        | 31      | 3      | 129  | 58   | 26  | 45  | 182  | 153  | +28   |
| Total Général                | 91      | 26     | 2634 | 1196 | 751 | 691 | 3821 | 2652 | +1166 |

### Distinctions individuelles
| Distinctions personnelles |
| --- |
| - Soulier d'or algérien (11) - Abdesslem Bousri : 1973, 1978, 1979, 1982 et 1983. - Hassen Tahir : 1972. - Omar Betrouni : 1974. - Nasser Bouiche : 1980. - Hadj Bouguèche : 2010. - Moustapha Djallit : 2013. - Samy Frioui : 2022. - Meilleur joueur en championnat (7) - Ali Bencheikh : 1976, 1977 et 1978. - Lakhdar Belloumi : 1980 et 1981. - Rafik Saïfi : 1999. - Noureddine Daham : 2006. - Gant d'or Algérien (1) - Merouane Abdouni : 2006. - Meilleur joueur étranger évoluant en Algérie (2) - Drissa Diakité : 2005. - Ibrahim Amada : 2018. - Mohamed Zougrana : 2024. - Prix ballon d'or - Ballon d'argent (1) - Ali Bencheikh : 1978. - Ballon de bronze (1) - Ali Bencheikh : 1976. |

## Personnalités du club

### Joueurs emblématiques
- Abdennour Kaoua
- Abdelkader Ghalem
- Mohamed Ait Mouhoub
- Faouzi Chaouchi
- Merouane Abdouni
- Mohamed Benhamou
- Chaabane Merzekane
- Mohammed Azzouz
- Zenir Abdelwahab
- Abdenour Zemmour
- Bouzid Mahiouz
- Réda Babouche
- Abderrahmane Hachoud
- Zoubir Aouadj
- Tarek Lazizi
- Imad Bella
- Yacine Slatni
- Bachi Zoubir
- Bachta Anouar
- Ali Bencheikh
- Aissa Draoui
- Ameur Benali
- Fayçal Badji
- Lakhdar Belloumi
- Fodil Hadjadj
- Nasser Bouiche
- Hassen Tahir
- Omar Betrouni
- Abdelkader Firoud
- Abdesslem Bousri
- Hamid Rahmouni
- Rafik Saïfi
- Fodil Dob
- Karim Braham Chaouch
- Abdelmalek Cherrad
- Hadj Bouguèche
- Abdelghani Zitouni
- Sofiane Younes

### Capitaines du Mouloudia Club d'Alger
Plusieurs capitaines du Mouloudia se sont succédé durant les saisons.
| Nom                  | Période     |
| -------------------- | ----------- |
| Zoubir Bachi         | 1970-1978   |
| Abdelwahab Zenir     | 1980-1983   |
| Ameur Benali         | 2000-2005   |
| Kamel Bouacida       | 2005-2007   |
| Fayçal Badji         | 2007-2009   |
| Réda Babouche        | 2009-2013   |
| Abderrahmane Hachoud | 2014-2018   |
| Sofiane Bendebka     | 2018-2020   |
| Abderrahmane Hachoud | 2020-2021   |
| Samy Frioui          | 2021-2022   |
| Farid Chaâl          | 2022- 2023  |
| Ayoub Abdellaoui     | depuis 2023 |

### Meilleurs buteurs en compétitions officielles
| Rang | Joueurs              | Période                       | Championnat | Coupe d'Algérie | Afrique | Autres | Total |
| ---- | -------------------- | ----------------------------- | ----------- | --------------- | ------- | ------ | ----- |
| 1er  | Abdesslem Bousri     | 1971-1980 1981-1984 1985-1987 | 137         | 17              | 7       | 3      | 164   |
| 2e   | Omar Betrouni        | 1968-1980                     | 79          | 10              | 4       |        | 93    |
| 3e   | Hassen Tahir         | 1967-1973                     | 61          | 18              | 0       |        | 79    |
| 4e   | Zoubir Bachi         | 1967-1979                     | 51          | 10              | 6       |        | 67    |
| 5e   | Nasser Bouiche       | 1977-1987                     | 51          | 11              | 5       |        | 67    |
| 6e   | Zoubir Aouadj        | 1963-1971                     | 49          | 13              |         |        | 62    |
| 7e   | Hadj Bouguèche       | 2005-2010 2013-2014 2016-2017 | 50          | 8               | 0       | 2      | 60    |
| 8e   | Fodil Dob            | 1994-2002                     | 43          | 4               | 4       | -      | 51    |
| 9e   | Ali Bencheikh        | 1972-1979 1980-1986 1987-1988 | 36          | 10              | 4       |        | 50    |
| 10e  | Abderrahmane Hachoud | 2012-2022                     | 41          | 4               | 5       |        | 50    |
| 11e  | Abdelwahab Zenir     | 1968-1984                     | 41          | 2               | 3       |        | 46    |

### Joueurs étrangers
- Ibrahim samuel Amada
- Atanas Tenkiano
- Bamogo Arouna
- Jean-Marc Benie
- Blaise Lelo Mbele
- Georges Bouquet
- Boualem Branki
- Aliou Dieng
- Moussa Coulibaly
- Drissa Diakité
- Rafan Sidibé
- Lasana Diarra
- El Bezouz Said
- FAISCA Julio Da Silva

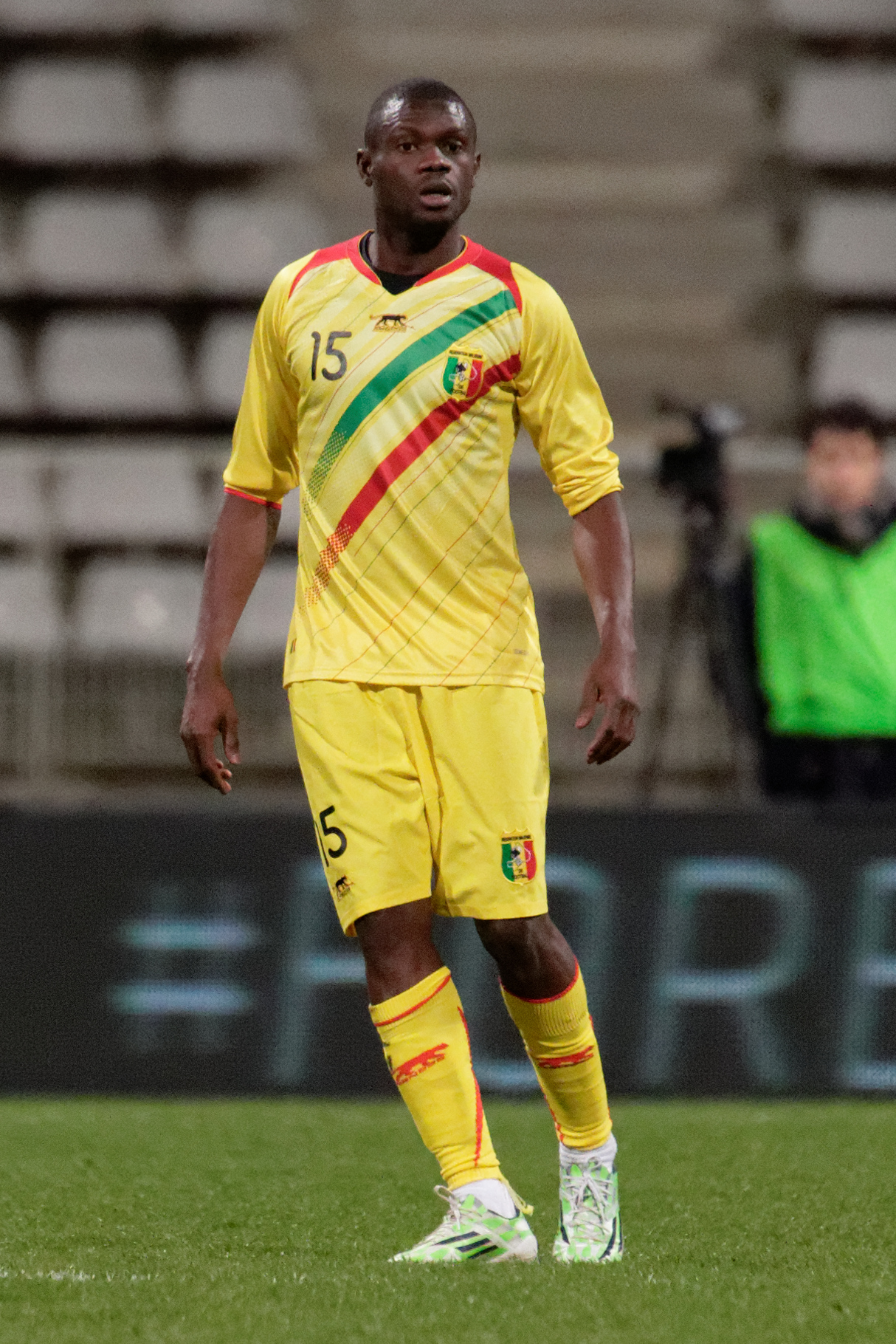
Drissa Diakité

- BLY Fabrizio Leandro Da Silva
- Nouhoum Koné
- Chakib Lachkham
- Edwin Lavatsa
- Samson Mbingui
- Claude Mobitang
- NDI AKO Franklin
- Patrick Ngoula
- Hervé Oussalé
- Roberson
- Eric Sackey
- Saladin Saïd
- Ibrahim Sylla
- Mamam Cherif Touré
- Imenger Jr Barnabas
- Mehdi Ouertani
- Rooney Eva Wankewai
- Isla Daoudi Diomande
- Joseph Esso
- Victor Mbaoma
- koloina razafindranaivo
- Mohamed Zougrana
- Youssouf Dao
- Romaric Dognimin Ouattara
- Kipré Tiagori Emmanuel Junior Zunon
- Serge Anthony Badjo
- Mohamed Saliou Bangoura

### Entraîneurs
| Entraîneur                                                        | Période                         |
| ----------------------------------------------------------------- | ------------------------------- |
| Saïd Hadad                                                        | 1962 - 1964                     |
| Ali Benfadah El Kamal Mustapha                                    | 1965 - 1966                     |
| Lucien Leduc El Kamal Mustapha                                    | 1966 - 1967                     |
| Omar Hahad                                                        | 1967 - 1969                     |
| Smaïl Khabatou                                                    | 1969 - 1974                     |
| Abdelhamid Zouba                                                  | 1974 - 1977                     |
| Kamel Lemoui                                                      | 1977 - 1978                     |
| Velimir Naumović Abderrahmane Ibrir                               | 1978 - 1979                     |
| Amar Boudissa                                                     | 1979 - 1980                     |
| Mohamed Salem                                                     | 1981 - 1982                     |
| Abdennour Kaoua                                                   | 1982 - 1983                     |
| Abdelhamid Kermali                                                | 1983 - 1984                     |
| Ahmed Arab Abdellatif Bourayou                                    | 1984 - 1985                     |
| Kamel Lemoui Abdellatif Bourayou Mahmoud Bacha                    | 1985 - 1986                     |
| Abdellatif Bourayou                                               | 1986 - 1987                     |
| Abdelhamid Zouba                                                  | 1987 - 1988                     |
| Smaïl Khabatou Abdennour Kaoua Abdelwahab Zenir                   | 1987 - 1988                     |
| Abdelhamid Kermali                                                | 1988 - 1990                     |
| Mustapha Aksouh Anouar Bachta                                     | 1990 - 1991                     |
| Mustapha Heddane                                                  | 1991 - 1992                     |
| Ali Fergani Abdelwahab Zenir                                      | 1992 - 1993                     |
| Guennadi Rogov                                                    | 1993-1994                       |
| Mustapha Heddane Mustapha Biskri Abdesslem Bousri                 | 1994 - 1995                     |
| Kamel Lemoui Maâtallah Abdelkader Ali Bencheikh                   | 1995 - 1996                     |
| Younès Ifticen                                                    | 1996 - 1997                     |
| Abdelwahab Zenir Lotfi Lafri Mohamed Henkouche Ali Bencheikh      | 1997 - 1998                     |
| Abdelhamid Kermali Mustapha Biskri (adjoint)                      | 1998 - 1999                     |
| Nour Benzekri Mustapha Biskri                                     | 1999-2000                       |
| Michel Renquin                                                    | 2000                            |
| Mustapha Heddane                                                  | 2000-2001                       |
| Abdellah Mecheri Abdelhak Benchikha Harouni Djaâfar Anouar Bachta | 2001-2002                       |
| Noureddine Saâdi                                                  | 2002-2003                       |
| Hervé Revelli                                                     | 2003-2004                       |
| Abderrahmane Mehdaoui Jean-Paul Rabier                            | 2004-2005                       |
| Robert Nouzaret                                                   | juillet 2005- décembre 2005     |
| François Bracci                                                   | 2005-2006                       |
| Enrico Fabbro                                                     | 2006-2007                       |
| Jean Thissen                                                      | 2007-2007                       |
| Ameur Djamil                                                      | 2007-2008                       |
| Alain Michel                                                      | 2008- novembre 2009             |
| François Bracci                                                   | déc. 2009-2010                  |
| Alain Michel Noureddine Zekri                                     | 2010-2011                       |
| Abdelhak Meguellati Abdelhak Benchikha                            | 2011                            |
| François Bracci                                                   | 2011-2012                       |
| Jean-Paul Rabier                                                  | 2012                            |
| Djamel Menad                                                      | 2012 - 2013                     |
| Alain Geiger                                                      | 1 juil.-10 nov. 2013            |
| Fouad Bouali                                                      | nov. 2013-2014                  |
| Boualem Charef                                                    | 1 juil-9 nov. 2014              |
| Boualem Laroum (intérim)                                          | 10-30 nov. 2014                 |
| Artur Jorge                                                       | 2014-2015                       |
| Meziane Ighil                                                     | 2015-2016                       |
| Lotfi Amrouche                                                    | 8 fév.-1er juin 2016            |
| Djamel Menad                                                      | 1 juil.-1 nov. 2016             |
| Kamel Mouassa                                                     | 5 nov. 2016-25 juil. 2017       |
| Bernard Casoni                                                    | juin 2017-août 2018             |
| Rafik Saifi (intérim)                                             | 30 août-20 octobre 2018         |
| Adel Amrouche                                                     | oct. 2018-fév. 2019             |
| Bernard Casoni (2)                                                | juin 2019-déc. 2019             |
| Mohamed Mekhazni (Intérim)                                        | déc. 2019- fév. 2020            |
| Nabil Neghiz                                                      | fév. 2020- fév. 2021            |
| Abdelkader Amrani                                                 | 6 fév. 2021-10 avril 2021       |
| Nabil Neghiz (2)                                                  | 1er mai 2021-12 août 2021       |
| Khaled Ben Yahia                                                  | 2 septembre 2021- 15 juin 2022  |
| Faruk Hadžibegić                                                  | 16 juillet 2022- août 2022      |
| Faouzi Benzarti                                                   | 25 septembre 2022- Février 2023 |
| Patrice Beaumelle                                                 | 3 mars 2023 - 17 décembre 2024  |
| Khaled Ben Yahia (2)                                              | 17 décembre 2024 - 30 juin 2025 |
| Rhulani Mokwena                                                   | 13 juillet 2025 -               |

### Présidents
Les présidents qui se sont succédé à sa tête sont :
| #  | Présidents                                                    | Période                     |
| -- | ------------------------------------------------------------- | --------------------------- |
| 1  | Abderrahmane Aouf                                             | 1921-1922                   |
| 2  | Ahmed Kaddour Aouf                                            | 1922-1923                   |
| 3  | Saïd Akkaoui                                                  | 1923-1924                   |
| 4  | Abderrahmane Aouf                                             | 1924-1927                   |
| 5  | Mahmoud Bensiam                                               | 1927-1933                   |
| 6  | Mohand Tiar                                                   | 1933-1939                   |
| 7  | Abdellah Benhabyles                                           | 1939-1956                   |
| 8  | Abdellah Benahbylès                                           | 1962-1969                   |
| 9  | Baghdadi Balamane                                             | 1969-1977                   |
| 10 | Abdelkader Drif (Président de section)                        | 1975-1977                   |
| 11 | Baghdadi Balamane                                             | 1977-1979                   |
| ** | Hassani Mokhtar et Maâmar Boumdal, par alternance (Sonatrach) | 1980-1991                   |
| 12 | Belkacem Bouchouika, Maâmar Boumdal (Sonatrach)               | 1992-1997,                  |
| 13 | Mohamed Djouad et Chaabane Lounes (Sonatrach)                 | 1997-2001                   |
| 14 | Mohamed Messaoudi                                             | 2001 -2006                  |
| 15 | Omar Ketrandji                                                | 2006-2007                   |
| 16 | Mohamed Tahmi                                                 | 2007                        |
| 17 | Sid ahmed Kercouche                                           | 2007-2008                   |
| 18 | Sadek Amrous                                                  | 2008-2010                   |
| 19 | Abdelkader Bouherraoua                                        | 2010-2012                   |
| 20 | Omar Ghrib                                                    | 2012-2013                   |
| 21 | Kamel Amrouche (retour de Sonatrach)                          | 2013                        |
| 22 | Boudjemâa Boumella                                            | 2013-2014                   |
| 23 | Omar Hadj Taleb                                               | 2014-2015                   |
| 24 | Abdelkrim Raïssi Achour Betrouni                              | 2015-2016                   |
| 25 | Zaid Laadj                                                    | 2016-2018                   |
| 26 | Mohamed Hireche                                               | 2018-2019                   |
| 27 | Achour Betrouni                                               | 2019-2020                   |
| 28 | Abdenacer Almas                                               | 17 janvier 2020-avril 2021  |
| 29 | Ammar Brahmia                                                 | 20 avril 2021- 20 mars 2022 |
| 30 | Mohamed Hakim Hadj Redjem                                     | Depuis le 21 mars 2022-     |

### Effectif professionnel actuel
Mise à jour:3 août 2025

## Image et identité

### Blason

Historique des logos du Mouloudia
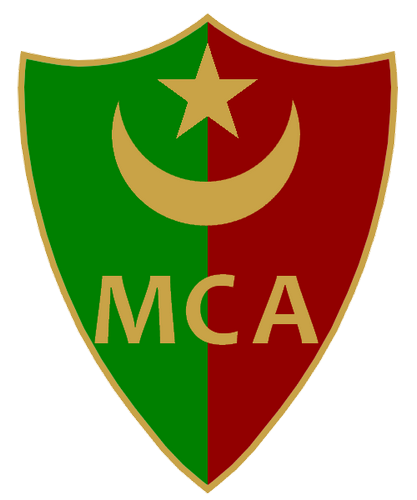
Années 1921 et 1930
Années 1950 et 1960
Années 1970
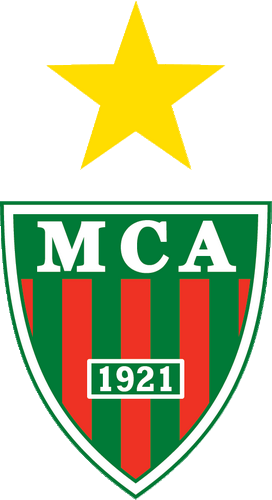
Logo avec l'étoile de Champion d'Afrique (adopté de 1976 jusqu'à la fin des années 1990)
Années 2000
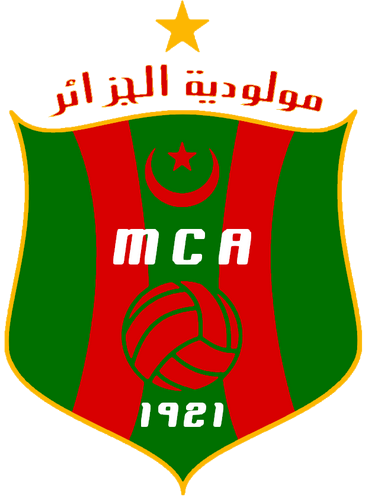
Années 2000
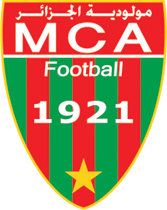
Années 2000
Années 2000
Années 2010 à 2018
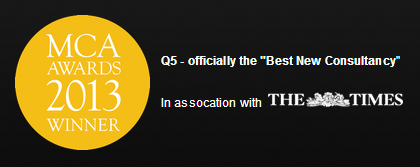
2018-2024
Logo actuel (Depuis 2024)

### Couleurs et maillots
| \| 1921-1940 \| 1940-1956 \| 1962-1965 \| 1965-1966 \| 1966-1967 \| 1967-1968 \| 1968-1970 \| 1970-1971 \| 1971-1972 \| 1972-1974 \| \| 1974-1975 \| 1975-1976 \| 1976-1977 \| 1980-1983 \| 1998-1999 \| 1999-2000 \| 2000-2003 \| 2003-2005 \| 2005-2006 \| 2006-2007 \| \| 2007-2008 \| 2008-2009 \| 2009-2011 \| 2011-2014 \| 2014-2015 \| 2015-2016 \| 2016-2017 \| 2017-2018 \| 2018-2019 \| 2019-2020 \| |           |           |           |           |           |           |           |           |           |
| 1921-1940 | 1940-1956 | 1962-1965 | 1965-1966 | 1966-1967 | 1967-1968 | 1968-1970 | 1970-1971 | 1971-1972 | 1972-1974 |
| 1974-1975 | 1975-1976 | 1976-1977 | 1980-1983 | 1998-1999 | 1999-2000 | 2000-2003 | 2003-2005 | 2005-2006 | 2006-2007 |
| 2007-2008 | 2008-2009 | 2009-2011 | 2011-2014 | 2014-2015 | 2015-2016 | 2016-2017 | 2017-2018 | 2018-2019 | 2019-2020 |

## Structures du club

### Stade Ali Ammar, dit Ali-la-Pointe
Le Stade Ali-la-Pointe est un stade de football situé à Douera wilaya d'Alger. Inauguré le 3 juillet 2024 par le président Abdelmadjid Tebboune, il accueille les rencontres du club de football, MC Alger, Le 2 novembre 2023, un décret présidentiel officialise l'attribution du stade au club du MC Alger et annonce qu'il portera le nom du chahid Ali Ammar plus connu sous le nom de Ali la Pointe.
La Fédération algérienne de football anonce le 26 aout 2024 que le stade Ali Ammar dit Ali la Pointe de Douéra vient d’être officiellement homologué par la Confédération Africaine de football et pourra abriter les matchs des compétitions CAF et FIFA.

#### Stade du 5 juillet

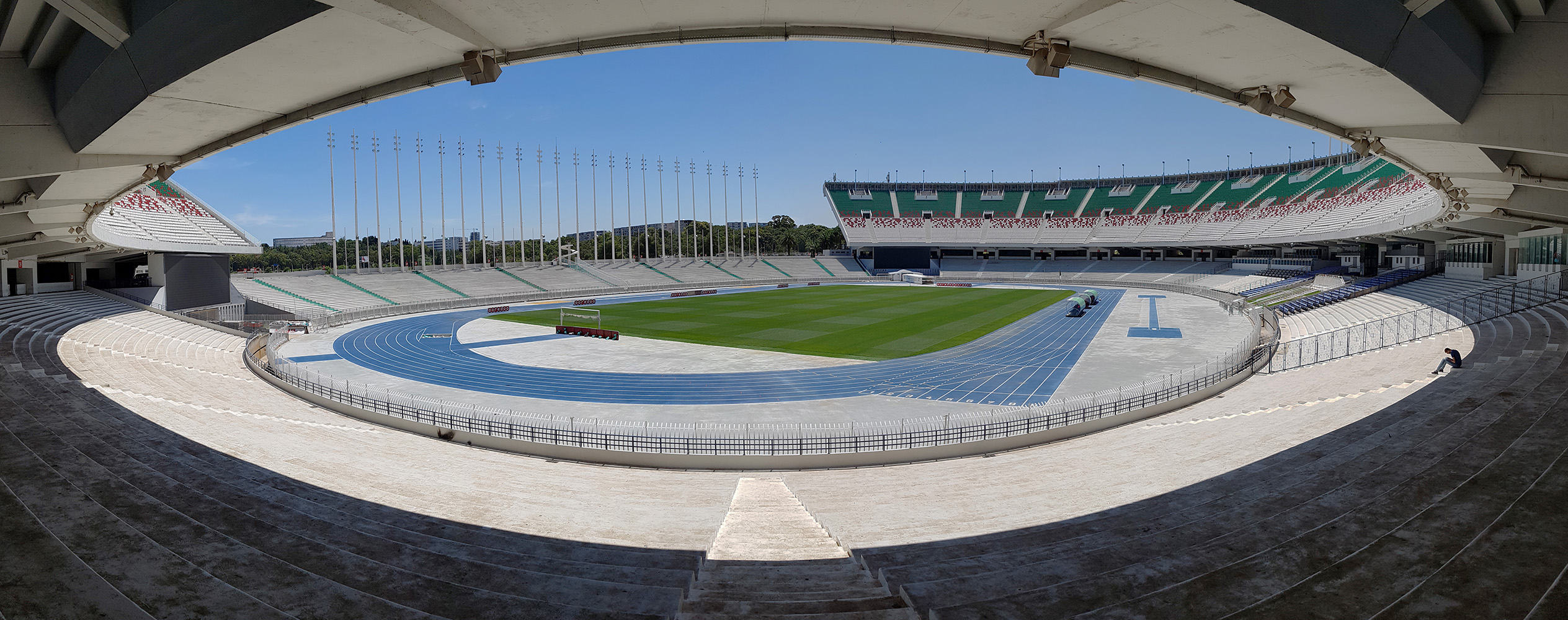
Stade du 5-Juillet-1962

Inauguré en 1972 par le président Houari Boumediène, il abrite alors le premier tournoi international qui regroupe la sélection maghrébine, avec des joueurs tels qu'Allal, Filali, Bamous, Faras, Lalmas, Guedioura, Chekroun, l'AC Milan avec les Prati, Albertosi, le club brésilien de Palmeiras avec le célèbre Adémir Da Guia, le Pelé Blanc avant Zico, ainsi qu'une sélection hongroise.
En ce qui concerne le MCA, ce stade abrite les derbies algérois, mais aussi les grandes affiches nationales et internationales jugées trop importantes pour avoir lieu au stade Omar-Hamadi, dont la capacité n'est que de 20 000 places.

#### Stade de Bologhine

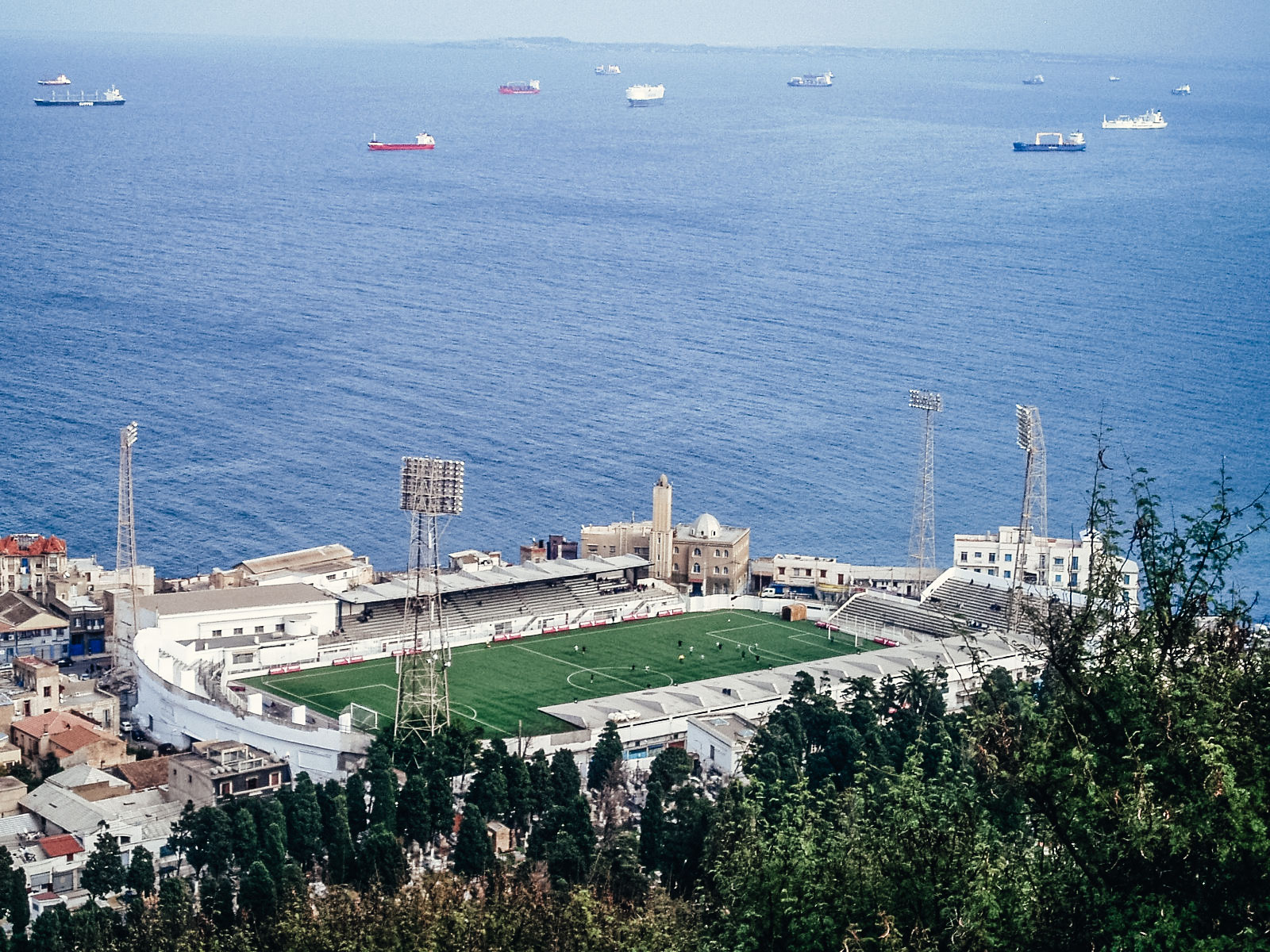
Stade Omar Hammadi

Le stade Omar-Hamadi est situé à Bologhine, au nord d'Alger. Inauguré le 31 décembre 1921 officiellement, à noter que le stade de St-Eugéne était partagé par deux clubs rivaux à savoir l'ASSE et le Mouloudia jusqu'en 1956, année du retrait du MCA de toute compétition.
En 1962, à la reprise des compétitions, le MC Alger élira domicile dans ce stade et recevait ses différents adversaires en le partageant avec l'autre club rival, l'USM Alger jusqu'en 1972 et l'inauguration du stade olympique 5 Juillet plus adéquat à la dimension du Mouloudia et de sa popularité.

## Aspects juridiques et économiques

### Aspects juridiques
Le MC Alger est un club affilié à la FAF. Le club est composé d'une association (CSA) et d'une société (SSPA). Le CSA gère la section amateur.
La société MC Alger possède le statut de Société sportive par actions (SSPA) depuis 2011. Cette SSPA comporte une direction et un conseil d'administration servant d'instrument de contrôle de la gestion du club. Elle a vocation à gérer à la fois la section professionnelle du MC Alger mais aussi les équipes de jeunes (des moins de douze ans jusqu'à l'équipe réserve).
L'actionnaire unique du club depuis décembre 2012, est le groupe pétrolier algérien, Sonatrach.

## Culture populaire

### Supporters

Logo Ultras Verde Leone

Les supporters du Mouloudia Club d'Alger sont appelés Chnaoua, littéralement en arabe algérien les chinois, en référence à leur nombre, et en référence au pays le plus peuplé du monde. Le club est aussi surnommé « club du peuple ».
Le MCA est l'équipe la plus populaire d'Algérie revendique cinq millions de supporters.
Plusieurs chansons du club viennent animer le Virage Sud « Fi sog elil », « Rana jayin maranach khayfin », « El virage rah yrib ya l’police », « 3am sa3id »... Celle-ci racontent le quotidien de ces jeunes et ils expriment à travers elles leur amour pour le club.
La chanson la plus célèbre a l’international est « Maqdertch n3ich » qui est devenu une référence pour les jeunes qui veulent traverser la mer pour fuir leur pays.
Parmi les groupes de supporters du club, les Ultras Verde Leone (UVL07), un groupe de jeunes supporters créé le 10 octobre 2007 et dissous en 2018. Ce groupe a fait sa première apparition lors d'un match de championnat algérien le 21 octobre 2007 contre JS Kabylie, Il est le premier groupe d'Ultras en Algérie. Les autres groupes sont les ultras the twelfth player (UTTP), les ultras green corsairs (UGC), le groupe vert et rouge (GVR) qui s'est retiré en 2019 ainsi que les ultras amore e mentalità (UAM) et les ultras Squalo verde (USV) qui ont rejoint le mouvement ultra en 2019.
On dénombre actuellement quatre groupes de supporters officiels.
| Nom                       | Abréviation | Date de création | Emplacement du stade | Devise                                             |
| ------------------------- | ----------- | ---------------- | -------------------- | -------------------------------------------------- |
| Ultras The Twelfth Player | UTTP        | 2011             | Virage Sud           | La présence permanente et la fidélité à l'approche |
| Ultras Green Corsairs     | UGC         | 2012             | Virage Sud           | One Heart, One Spirit                              |
| Ultras Amore E Mentalità  | AEM         | 2019             | Virage Sud           | حب لا ينتهي و عقلية لا تموت                        |
|                           |             |                  |                      |                                                    |

### Rivalité
Les rivaux du Mouloudia Club d'Alger comptent :
- Chabab Riadhi Belouizdad: Le Derby Algérois (surnommé le Big Derby), est une rencontre de football en Algérie se déroulant à Alger, et qui a vu son premier match disputé lors de la saison 1963-64 du Championnat d'Algérie. Il s'agit d'une rencontre choc du Championnat d'Algérie de football entre les deux clubs les plus titrés de la ville d'Alger.
- Union Sportive de la Médina d'Alger : La relation entre USM Alger et Mouloudia Club d'Alger est surnommée le derby des frères ennemis, en raison du partage de Bab el Oued. Le 9 mai 1963 a lieu le premier match officiel, et s'est terminé avec la défaite de le mouloudia.
- Jeunesse Sportive de Kabylie : Le premier match officiel entre les deux a lieu durant la saison 1962-1963.

## Autres équipes
- Mouloudia Club d'Alger (basket-ball)
- Mouloudia Club d'Alger (handball)
- Mouloudia Club d'Alger (volley-ball)
- Mouloudia Club d'Alger (cyclisme)
- Mouloudia Club d'Alger (natation)
- Mouloudia Club d'Alger (karaté)
- Mouloudia Club d'Alger (judo)
- Mouloudia Club d'Alger (boxe)
- Mouloudia Club d'Alger (cross-country)
- Mouloudia Club d'Alger (escrime)